# 分光連星
分光連星（ぶんこうれんせい、spectroscopic binary）とは、2つ以上の星が分離して観測できなくとも、分光スペクトルの観測により複数の恒星からなることが検出できる連星である。分光スペクトル中に複数の恒星のスペクトル線が観測される「二重線分光連星 (double-lined spectroscopic binary, SB2) 」と、明るい星のスペクトル線しか観測できない「単線分光連星 (single-lined spectroscopic binary, SB1) 」があり、多くは単線分光連星である。いずれも、波長の周期的な変化から連星であることが確認できる。1889年に、ドイツのヘルマン・カール・フォーゲルとアメリカのエドワード・ピッカリングによって、それぞれ独立に発見された。
分光連星に対し、望遠鏡による観測で2つ以上の星に分離できる連星を実視連星という。

## 主な分光連星
- カペラ[2] - 実視連星としても観測された[2]）
- スピカ[2]
- リゲルB - 主星のリゲルAの伴星で、BaとBbから成る分光連星とされる。リゲルは他にC、さらにはDから成る5重連星の可能性が指摘されている。